# Сімон Вуе

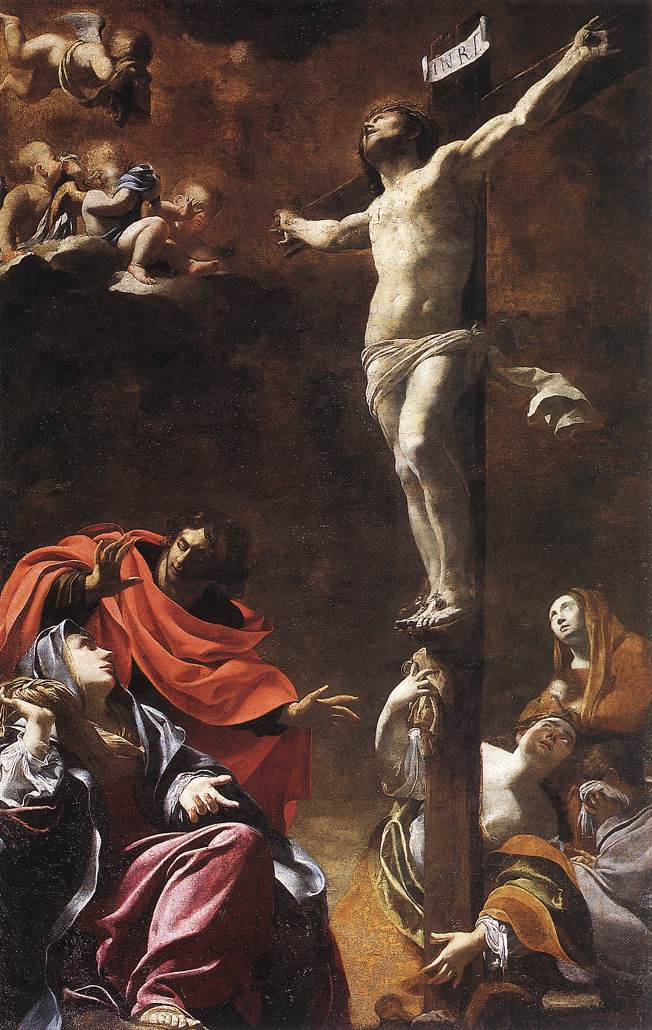
Розп'яття на хресті, Церква Il Gesù

Сімо́н Вуе́ (фр. Simon Vouet; 9 січня 1590, Париж — 30 червня 1649, Париж) — французький художник, портретист і декоратор.

## Життєпис

### Ранні роки
Народився в Парижі 9 січня 1590 року. Вчився у свого батька Лорана Вуе, що займався декоративними роботами, брав участь у створенні Королівської площі в столиці. Молодою людиною відвідав Англію; тут він домігся перших значних успіхів в галузі портретного живопису.

### У Османській імперії
У 1611 році Вуе супроводжував французького посла Сансі до Константинополя і під час цієї поїздки написав портрет османського султана, правда, той йому непозував. Митець працював по пам'яті.

### Італійський період
Повертаючись зі Сходу, він залишився на п'ятнадцять років в Італії, що вважалась мистецькою меккою XVII століття в Європі.
В Італії він працював по замовленнях сімей Барберіні і Доріа в Римі і Генуї. Вивчення італійського живопису справила величезний вплив на формування його стилю. Але стиль Вуе залишився холодним, зорієнтованим на авторитетні зразки, розрахованим на аристократичні смаки.

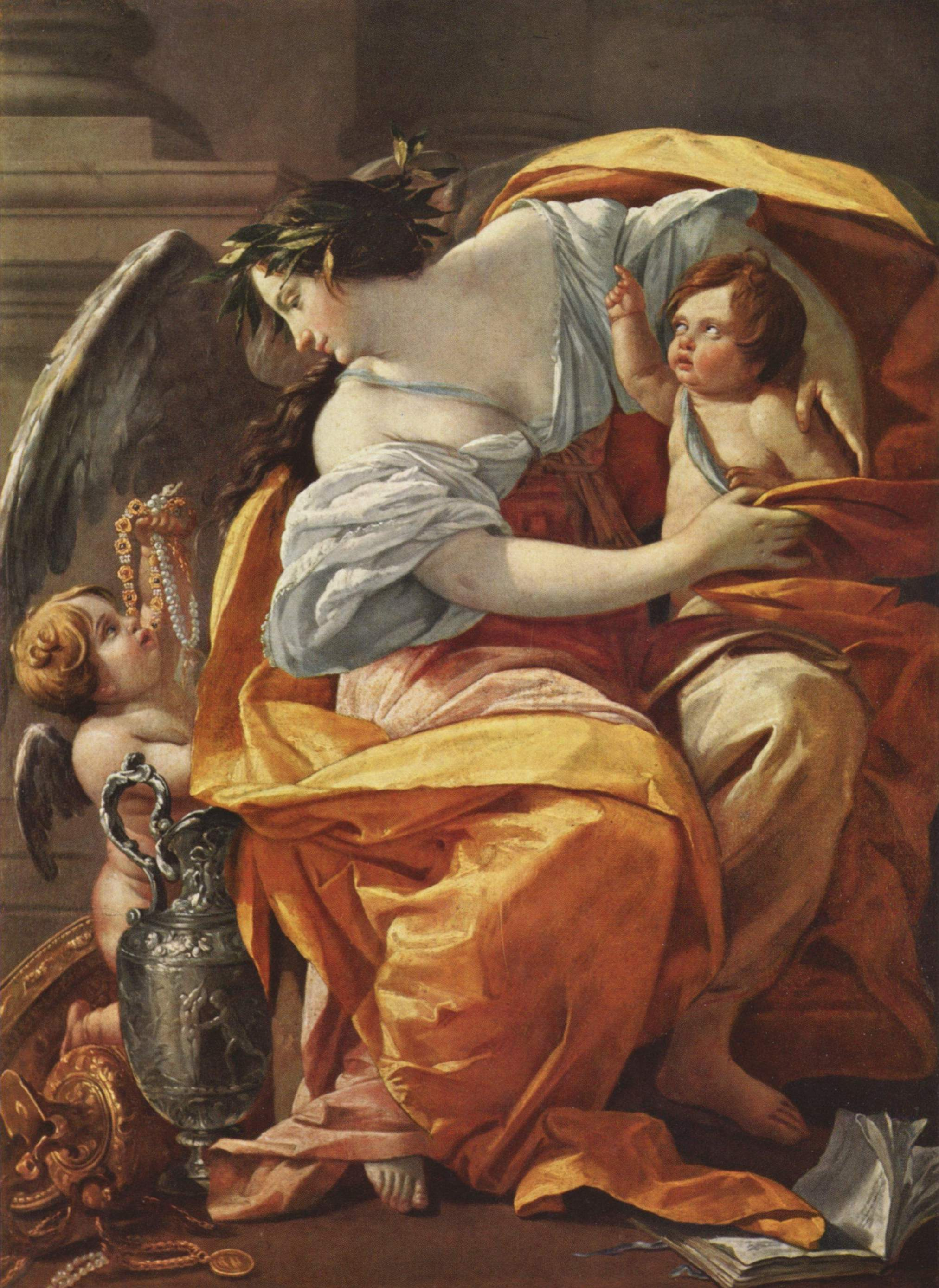
Алегорія багатства, Лувр

### Родина
Ще перебуваючи в Римі, у 1626 р. Вуе узяв шлюб з римлянкою на ім'я Вірджинія да Ваццо. Подружжя мало дев'ятеро дітей. Дружина Вуе померла у 1638 р. під час чергових пологів. Митець не був схильним до чернечого життя і узяв шлюб вдруге з удовицею Радегондою Беранже.

### Повернення до Парижа
У 1627 році Людовик XIII запросив Вуе до Франції, і художник все життя прожив у Парижі, працюючи над декоруванням церков і палаців (його декоративні роботи відомі головним чином за гравюрами Мішеля Доріньї). Один із найкращих його творів — декоративні композиції у палаці кардинала Рішельє Пале-Кардиналь (пізніше Пале-Рояль).

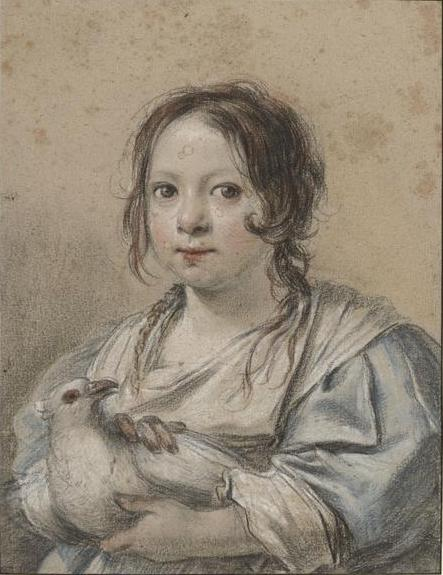
Портрет Анджеліки Вуе (доньки Симона), Лувр

Живопис Вуе зрілого періоду його творчості відображає вплив італійського бароко. Його учні і далі працювали в різних стилях, які сучасні дослідники об'єднують під назвою Grande manière («великий стиль»).
Помер Вуе в Парижі 30 червня 1649 року.

## Найкращі твори
До найкращих творів Вуе належать: «Введення в храм» (у Луврі), «Мучеництво святого Євстахія», «Архістратиг Михаїл, що виганяє з неба обурених ангелів» та інші. Роботи Вуе є в Римі, Генуї, Мюнхені, але найбільше їх у Парижі. Картини в Луврі не мають підпису художника. В Ермітажі зберігаються чотири твори Вуе: дві «Мадонни», «Венера утримує Адоніса, що вирушає на полювання» і «Смерть Лукреції».

## Посмертна слава
Холодна художня манера Вуе наче контрастувала з щирим, хоча й стриманим, філософські заглибленим мистецтвом Нікола Пуссена. На відміну від слави Пуссена, що тільки розгоралася з роками, слава Симона Вуе збрякла, а в XIX столітті його забули.
Мистецтвознавці XX століття повернули художнику місце в історії мистецтв XVII століття, визнаючи надзвичайну авторитетність Караваджо чи Пуссена і відводячи скромне місце Симону Вуе поряд з цими велетнями.